# Tribunal Superior del Trabajo
El Tribunal Superior de Trabajo (TST) es la instancia más elevada de juicio para temas envolviendo el derecho del trabajo en el Brasil.
Consiste en la instancia máxima de la Justicia Federal especializada del Trabajo brasileño que a la vez se organiza en Tribunales Regionales del Trabajo cuya sigla es TRT y que a la vez coordinan las ramas del trabajo.
Es uno de los Tribunales Superiores Brasileños, al lado del Supremo Tribunal Federal, del Superior Tribunal Militar, del Tribunal Superior Electoral y del Superior Tribunal de Justicia.

## Legislación
El TST tiene su sede, composición y atribuciones definidas en el art. 111 de la Constitución de 1988.

## Composición

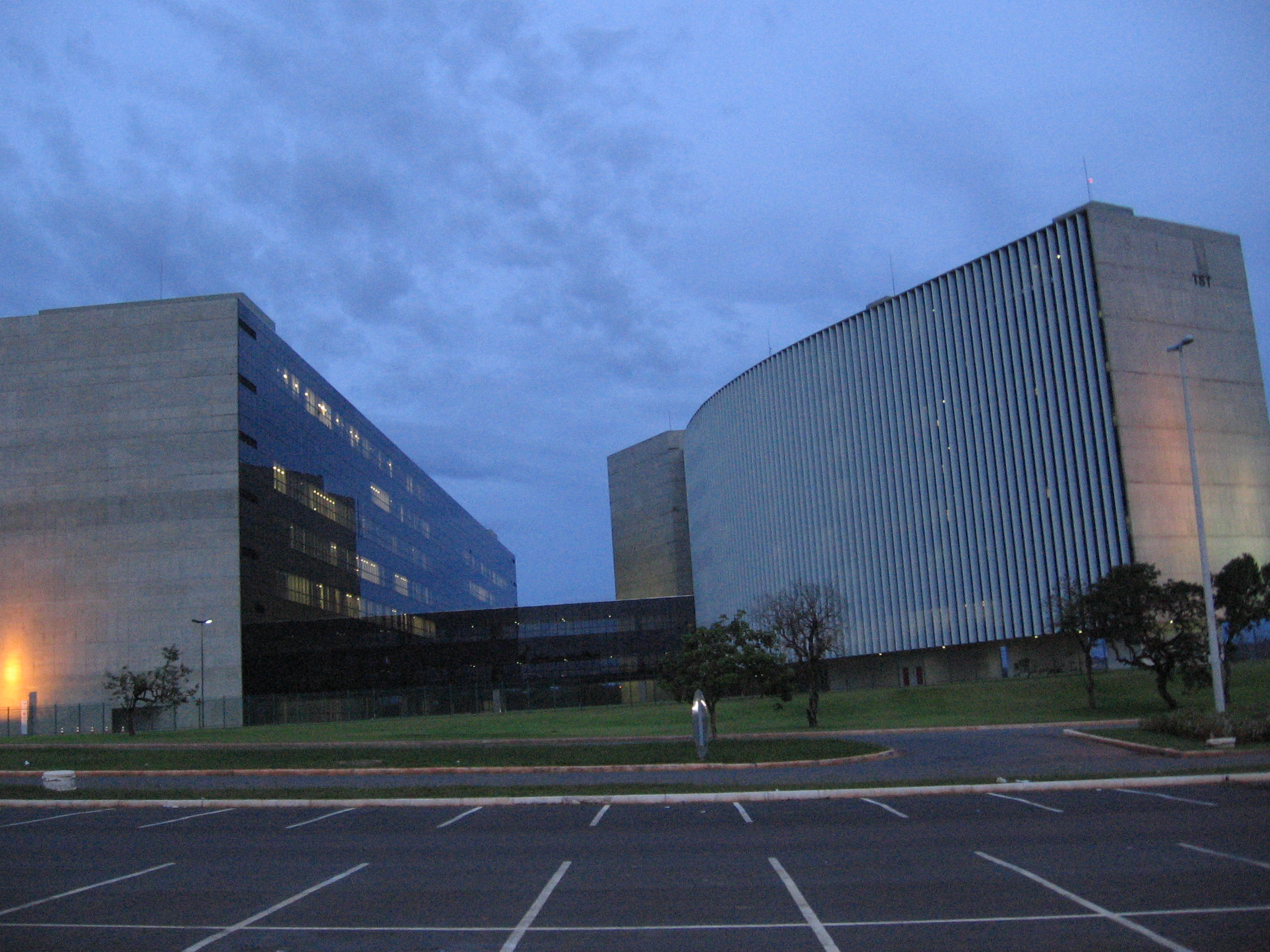
Vista externa de la sede actual (desde 2006) del Tribunal Superior del Trabajo.

El tribunal está compuesto por 27 jueces con título de Ministro, todos nombrados por el presidente de la República, luego de la aprobación del Senado Federal. Todos deben ser Brasileños, ente 35 y 65 años de edad y cumprlir los demás requisitos de la legislación para investidura en cargos públicos.
Los puestos son provistos para los Miembros de la Magistratura del Trabajo que actúan junto a los Tribunales Regionales del Trabajo, para abogados con 10 años de ejercicio efectivo de la profesión y miembros del Ministério Público del Trabajo (MPT) con 10 años de efectivo ejercicio profesional. Los Abogados y Miembros del Ministério Público del Trabajo ocupan, en conjunto, un quinto de los puestos del tribunal (quinto constitucional).
El procedimiento para el nombramiento del puesto varia si el mismo corresponde ha puesto de Abogado militante o Miembro del MPT y de Juez del TRT.
En el caso de los Abogados y Miembros del MPT, el Consejo Federal de la Orden de Abogados del Brasil o la Procuraduría-General del Trabajo, conforme sea el caso, indican al pleno del Tribunal Superior del Trabajo una lista séxtupla de sus integrantes. El TST, mediante votación secreta y por mayoría absoluta reduce la lista a tres nombres y la remite al Presidente da República, que escogerá un nombre. Este nombre será aprobado por el Senado Federal y, posteriormente, el presidente nombrará el futuro Ministro, que tomará pose perante de Pleno del Tribunal Superior del Trabajo. Si existiere más de un puesto el procedimento se puede repetir, caso la OAB o la Procuraduría-General del Trabajo manden más de una lista. En el caso de que sea enviada una única lista con (número de puestos) más cinco, a partir de esta lista el Tribunal Pleno produce una única lista, que tendrá tantos componentes como el número de puestos más dos.
Ya en el caso de los puestos oriundos de los Miembros da Magistratura del Trabajo que actúan junto a los Tribunales Regionales del Trabajo, de pose de la lista de los componentes de todos los TRTs, el pleno del Tribunal Superior del Trabajo elaborará una lista tríplice que será enviada al Presidente de la República. Si existiere más de un puesto, la lista tendrá tantos componentes como el número de puestos más dos. El Presidente escogerá de la lista un nombre que deberá ser aprobado por el Senado Federal. Luego de esta aprobación, ocurre el nombramiento del futuro ministro, que tomará pose perante de Pleno del TST.
Los cargos de dirección del Tribunal Superior del Trabajo son: (a) Presidente; (b) Vicepresidente; (c) Corregidor General.

## Funcionamiento

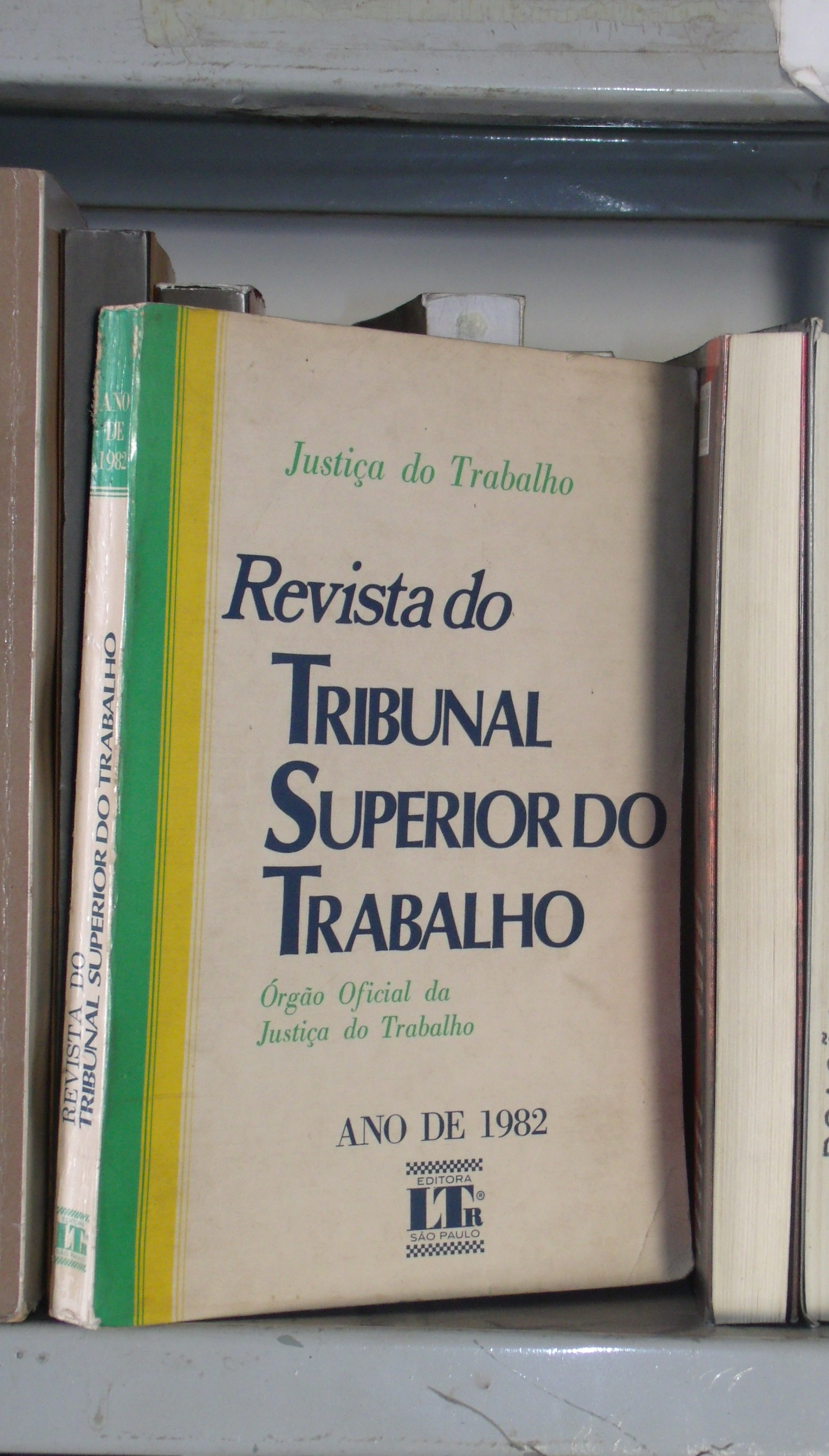
Revista del tribunal superior de trabajo.

La estructura interna del TST está definida por su Regimiento Interno.
El TST puede funcionar en su composición plena. Pero comúnmente funciona por medio de su Órgano Especial, compuesto por 14 ministros, o por medio de sus Secciones y Grupos.
Actualmente existen ocho grupos, cada uno compuesto por tres ministros.
Son dos secciones especializadas: la de disídios colectivos y la de disídios individuales, está subdividida en dos subsecciones, la SDI-I y la SDI-II.
Su funcionamiento es coordinado por el presidente, siendo que, para las atribuciones de naturaleza administrativa, cuenta con el apoyo de la Secretaria, gerenciada por un Director-General, nombrado para el ejercicio de un cargo en comisión, al cual pueden ser delegadas competencias.
Son las cortes encargadas de ejercer la resolución de conflictos en materia laboral.se conocen en primera instancia todo lo concerniente a esta materia. estos juzgados tienen jurisdicción en cada zona económica en lo que consta su materia atiende a:
1) Concentración a trabajadores.
2) Industrialización  del trabajo.
3) Número de organizaciones sindicales tanto de trabajadores como patronales.
4)El informe que previamente debe rendir el ministerio de trabajo y prevención social, oyendo de previo a la inspección general de trabajo. 